# Raj (geomorfologický podcelek)
Raj je geomorfologický podcelek pohoří Vtáčnik. Nejvyšší vrchol podcelku je cca 713 m n. m. vysoký Šarvíz.

## Vymezení
Plošně nejmenší podcelek pohoří zabírá jižní část Vtáčnika. Ze západu a severu ho obklopuje Župkovská brázda, patřící do stejného celku, východním směrem leží výrazná Žiarská kotlina. Jižním směrem je údolím Hronu oddělena Hodrušská hornatina, která je součástí Štiavnických vrchů. 

## Doprava
Jihovýchodním okrajem území vede rychlostní silnice R1 ( Nitra - Zvolen ) i silnice I / 65, v údolí Hronu prochází i Železniční trať Nové Zámky - Zvolen. 